# Parafia Najświętszego Sakramentu w Łodzi
Parafia Najświętszego Sakramentu w Łodzi – parafia rzymskokatolicka znajdująca się w archidiecezji łódzkiej w dekanacie Łódź-Radogoszcz.
Parafia erygowana w 1987 roku. Siedziba mieści się przy ulicy Sobótki. Kościół parafialny wybudowany w latach 1993–1999.

## Dotychczasowi proboszczowie
- ks. kanonik Eugeniusz Grabowski (1987–2004, zmarł 27 kwietnia 2009)
- ks. prałat Zdzisław Banul (2004–2020, zmarł 31 sierpnia 2020)
- ks. kanonik Paweł Pęczek (od 17 października 2020)

## Grupy działające na terenie parafii
1. Oaza Żywego Kościoła
2. Ministranci (ministrancinajswsakrament.blogspot.com)
3. Schola dziecięca
4. Duszpasterstwo Akademickie
5. Oaza Rodzin
6. Żywy Różaniec
7. Parafialne koło „Caritas”
8. Wieczernik modlitwy za kapłanów
9. Koło Biblijne
10. Chór parafialny
11. Katecheza dla dorosłych
12. Grupa modlitewna dorosłych
13. Asysta parafialna
14. Rada duszpasterska
15. Harcerze ZHR

## Księża, którzy pracowali w parafii
1. + ks. Krzysztof Kowalski
2. + ks. Henryk Majdzik
3. ks. Henryk Kiczka
4. + ks. kan. Andrzej Mikołajczyk
5. ks. Paweł Zieliński
6. ks. prałat Wiesław Potakowski
7. ks. Krzysztof Młotkiewicz
8. ks. Andrzej Pełka
9. + ks. Jan Orczykowski
10. ks. Tomasz Owczarek
11. ks. Grzegorz Świtalski
12. ks. Józef Egierski
13. ks. Marek Balcerak
14. ks. prałat prof. Grzegorz Leszczyński
15. ks. Mariusz Staszczyk
16. ks. Dariusz Graczyk
17. ks. Piotr Bratek
18. ks. Jarosław Jurga
19. ks. dr Marek Stepniak
20. ks. Jacek Grzesiak (2004–2006)
21. ks. Krzysztof Górski (2006–2008)
22. ks. Adam Janiszewski (2001–2013)
23. ks. Andrzej Borczyk (2008–2014)
24. ks. Bogumił Kucyk(2013–2017)
25. ks. Jacek Gładysz (2017-2022)
26. ks. Sebastian Rogut (od 2014)
27. ks. Damian Kubiś (od 2022)